# Liste der Nummer-eins-Hits in Norwegen (1986)
Diese Liste enthält alle Nummer-eins-Hits in Norwegen im Jahr 1986. Es gab in diesem Jahr 15 Nummer-eins-Singles und 13 Nummer-eins-Alben.
| Singles | Alben |
| --- | --- |
| - Lionel Richie – Say You, Say Me - 8 Wochen (50/1985 – 5/1986) - Pet Shop Boys – West End Girls - 2 Wochen (6/1986 – 7/1986) - Bobbysocks – Waiting for the Morning - 1 Woche (8/1986) - Billy Ocean – When the Going Gets Tough, the Tough Get Going - 8 Wochen (9/1986 – 16/1986) - Mr. Mister – Kyrie - 1 Woche (17/1986) - George Michael – A Different Corner - 3 Wochen (18/1986 – 20/1986) - Hear ’n Aid – Stars - 2 Wochen (21/1986 – 22/1986) - Falco – Jeanny, Part I - 4 Wochen (23/1986 – 26/1986) - Samantha Fox – Touch Me (I Want Your Body) - 4 Wochen (27/1986 – 30/1986) - Madonna – Papa Don’t Preach - 4 Wochen (31/1986 – 34/1986) - Lionel Richie – Dancing on the Ceiling - 1 Woche (35/1986) - Chris de Burgh – The Lady in Red - 5 Wochen (36/1986 – 40/1986) - a-ha – I’ve Been Losing You - 4 Wochen (41/1986 – 44/1986) - Cutting Crew – (I Just) Died in Your Arms - 4 Wochen (45/1986 – 48/1986) - Bob Geldof – This Is the World Calling - 6 Wochen (49/1986 – 2/1987) | - Jennifer Rush – Jennifer Rush - 9 Wochen (48/1985 – 4/1986) - a-ha – Hunting High And Low - 3 Wochen (5/1986 – 7/1986, insgesamt 8 Wochen; → 1985) - Jennifer Rush – Movin’ - 2 Wochen (8/1986 – 9/1986) - Whitney Houston – Whitney Houston - 9 Wochen (10/1986 – 18/1986, insgesamt 10 Wochen) - Bobbysocks – Waiting for the Morning - 2 Wochen (19/1986 – 20/1986) - Whitney Houston – Whitney Houston - 1 Woche (21/1986, insgesamt 10 Wochen) - Bonnie Tyler – Secret Dreams and Forbidden Fire - 1 Woche (22/1986) - Peter Gabriel – So - 6 Wochen (23/1986 – 28/1986) - Eurythmics – Revenge - 6 Wochen (29/1986 – 34/1986) - Lionel Richie – Dancing on the Ceiling - 3 Wochen (35/1986 – 37/1986) - Chris de Burgh – Into the Light - 2 Wochen (38/1986 – 39/1986) - Åge Aleksandersen – Eldorado - 2 Wochen (40/1986 – 41/1986) - a-ha – Scoundrel Days - 3 Wochen (42/1986 – 44/1986) - Sissel Kyrkjebø – Sissel - 11 Wochen (45/1986 – 3/1987) |
| | |

Siehe auch: Nummer-eins-Hits 1986 in  Australien, Belgien, Dänemark, Deutschland, Finnland, Frankreich, Irland, Italien, Japan, Kanada, Neuseeland, den Niederlanden, Österreich, Schweden, der Schweiz, Spanien, den Vereinigten Staaten und im Vereinigten Königreich.